# Tallinna Kaubamaja Grupp

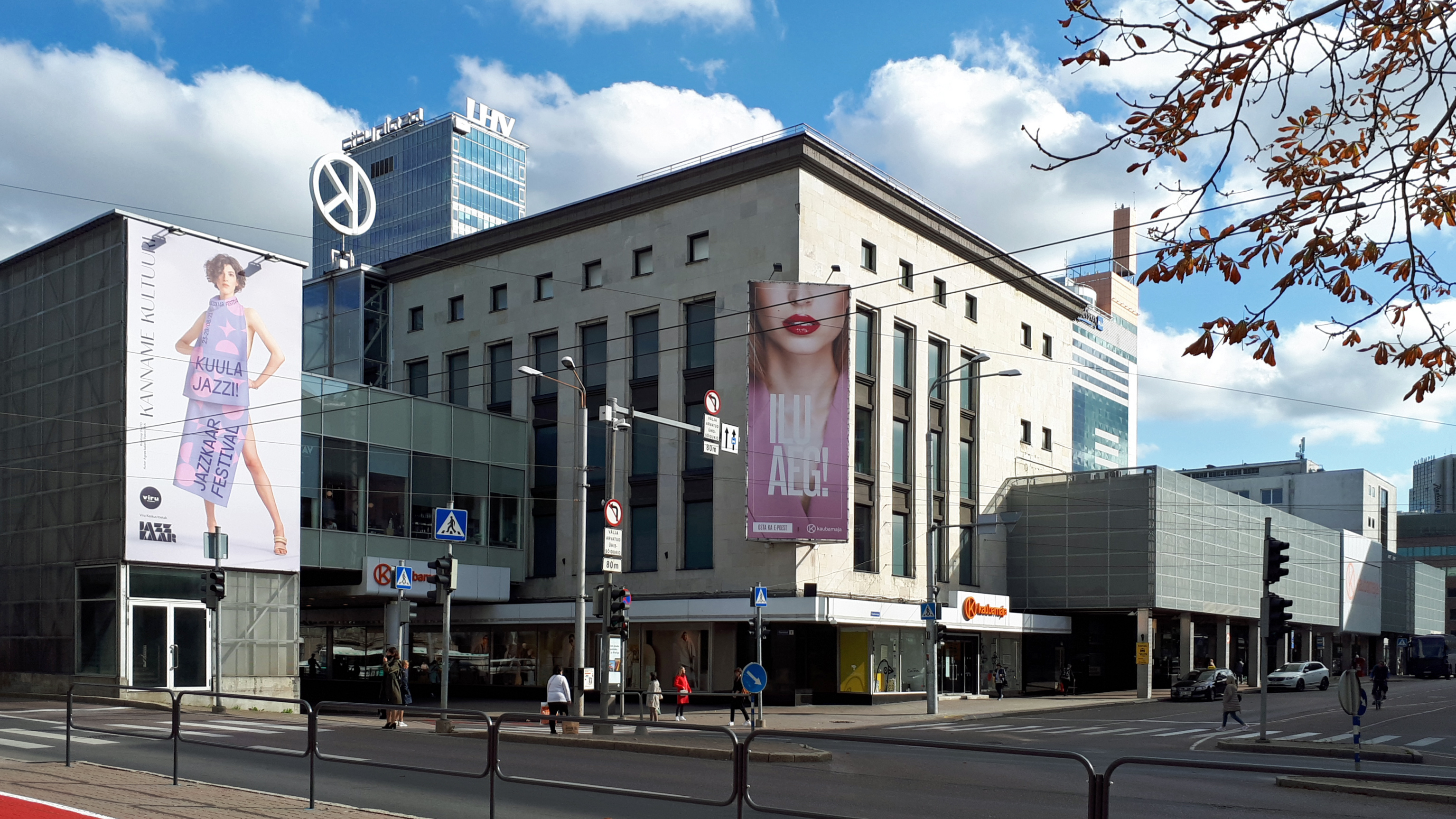
Das 1960 eröffnete Warenhaus in Tallinn (2021).

Die Tallinna Kaubamaja Grupp AS ist ein estnischer Konzern mit Sitz in Tallinn, dessen Tochterunternehmen im Einzelhandel und im Autohandel aktiv sind. 69 % des Umsatzes betrifft den Einzelhandel in Estland, insbesondere Warenhäuser Kaubamaja und die Supermarktketten Selver und Selver ABC. Das zweitgrößte Geschäftsfeld ist Autohandel (TKM Auto) in allen drei baltischen Staaten.
Der größte Anteilseigner ist NG Kapital.